# Scribble (Kreation)

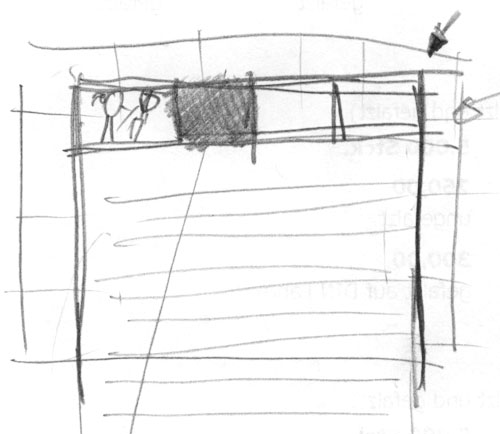
Scribble einer Webseite

Ein Scribble (englisch für „Kritzelei“, „Schmiererei“ oder „unsauber Geschriebenes“) ist eine grobe Ideenskizze, die als Zeichnung in Strichmanier oder rudimentär gestalteter Grafikentwurf die wichtigsten Gestaltungselemente in syntaktischer Zuordnung zeigt und proportional mit dem beabsichtigten Originalformat übereinstimmen sollte. Es ermöglicht sehr schnell und ohne großen Aufwand die grundsätzliche Darstellung von unterschiedlichen Entwurfsideen und Lösungsvarianten, ohne dabei einen Anspruch an eine detailgetreue Ausarbeitung zu haben. 
Der Begriff wird vor allem in der Werbe- und Kreativwirtschaft sowie der Kunst verwendet. Dort bezeichnete er einen meist per Stift auf Papier angerissenen oder angedeuteten Grobentwurf beispielsweise für eine Illustration, eine Grafik, eine Anzeige oder ein Plakat, das Layout einer Zeitschrift, einer Zeitung, einer Webseite oder Ähnliches. Moderne Scribbles werden heute mehrheitlich mit aktuellen Software-Tools, wie z. B. Photoshop oder Indesign erstellt. In Bezug auf den eigentlichen Zeichenprozess sind zwei verschiedene Entwicklungen zu beobachten: Dem Einsatz von Papier und Bleistift stehen momentan auch die steigenden Möglichkeiten von Grafiktabletts gegenüber. Die Scribbles werden so zwar noch mit Stift, aber unmittelbar digital in entsprechender Grafiksoftware gezeichnet. Alternativ dazu wird im Print- und Webbereich, wo der Fokus primär auf der Platzierung, Größe und Anordnung von Objekten statt Objektinhalt (bspw. ein ausgearbeitetes Logo) liegt, werden softwareinterne Platzhalterelemente oder rudimentäre Rahmen- und Formkonstruktionen genutzt.
Scribbles werden am Anfang eines Projektes zur Visualisierung während der Phase der Ideenfindung genutzt, können aber auch der internen Kommunikation im Arbeitsteam dienen, seltener auch der Präsentation von Zwischenergebnissen beim Auftraggeber. Die verschiedenen Entwurfsvarianten können zunächst einer kritischen Auswahl unterzogen werden, wobei man neben der Bewertung der Harmonie und Gesamtgestaltung auch die technische Realisierbarkeit prüft. Danach können die favorisierten Entwürfe in einem Rohlayout konkretisiert werden und damit als Grundlage für eine weitere Ausarbeitung bei der Reinzeichnung dienen. Scribbles erfüllen eine wichtige Funktion in der kreativen ersten Phase eines Projektes. In Form oftmals kleinformatiger Zeichnungen können mit wenig Arbeitsaufwand viele verschiedene Bild- und Kompositionsideen zu Papier gebracht werden. Die Technik eignet sich daher besonders gut, um den spontanen Ideenfluss des Kreativen lebendig zu halten.